# Trichopteryx misera
Trichopteryx misera là một loài bướm đêm trong họ Geometridae.